# Hyyppärän harjualue
Hyyppärän harjualue este o arie protejată (arie specială de conservare — SAC, sit de importanță comunitară — SCI) din Finlanda întinsă pe o suprafață de 2.468 ha, integral pe uscat.

## Localizare
Centrul sitului Hyyppärän harjualue este situat la coordonatele 60°28′58″N 23°40′04″E / 60.4828°N 23.6678°E.

## Înființare
Situl Hyyppärän harjualue a fost declarat sit de importanță comunitară în august 1998 pentru a proteja 2 specii de plante și 2 specii de animale. Situl a fost protejat și ca arie specială de conservare în aprilie 2015.

## Biodiversitate
Situată în ecoregiunea boreală, aria protejată conține 12 habitate naturale: Ape oligotrofe din câmpii nisipoase, cu un conținut foarte redus de minerale (Littorelletalia uniflorae), Lacuri și iazuri distrofice naturale, Cursuri de apă de la nivel de câmpie la nivel montan, cu vegetație Ranunculion fluitantis și Callitricho-Batrachion, Turbării active, Mlaștini turboase de tranziție și turbării mișcătoare, Izvoare fino-scandinave și mlaștini produse de izvoare bogate în minerale, Izvoare petrifiante cu formare de travertin (Cratoneurion), Pante stâncoase silicioase cu vegetație casmofită, Taiga vestică, Păduri fino-scandinave bogate în ierburi cu Picea abies, Păduri de conifere pe eskere fluvioglaciare sau legate la acestea, Mlaștini împădurite.
La baza desemnării sitului se află mai multe specii protejate:
- plante (2): Hamatocaulis vernicosus, Herzogiella turfacea
- mamifere (1): veveriță zburătoare siberiană (Pteromys volans)
- nevertebrate (1): Vertigo genesii

Pe lângă speciile protejate, pe teritoriul sitului au mai fost identificate 17 specii de plante, 6 specii de păsări, 18 specii de nevertebrate, 1 specie de pești.